# Rivulinae
De Rivulinae vormen een onderfamilie in de vlinderfamilie van de spinneruilen (Erebidae).

## Geslachten
- Oxycilla
- Rivula
- Zebeeba
- Zelicodes